# Isothrix bistriata
Isothrix bistriata е вид бозайник от семейство Бодливи плъхове (Echimyidae).

## Разпространение
Видът е разпространен в Боливия, Бразилия, Колумбия и Перу.